# Jorma Limmonen
Jorma Johannes Limmonen (ur. 29 września 1934 w Helsinkach, zm. 27 listopada 2012 tamże) – fiński pięściarz kategorii piórkowej, brązowy medalista letnich igrzysk olimpijskich w 1960 w Rzymie.

## Kariera
W 1960 zdobył brązowy medal, przegrywając w półfinale z późniejszym mistrzem Francesco Musso. Podczas igrzysk w Tokio przegrał w drugim pojedynku
.
W latach 1953–1964 zdobył dziesięć kolejnych tytułów mistrza kraju, co pozostaje rekordem krajowym.  w 1964 zakończył karierę sportową, pracował jako trener boksu i dziennikarz sportowy. W 2006 roku został wprowadzony do Finnish Boxing Hall of Fame
.